# Sanilhac-Sagriès
Sanilhac-Sagriès é uma comuna francesa na região administrativa de Occitânia, no departamento de Gard. Estende-se por uma área de 22,1 km². Em 2010 a comuna tinha 827 habitantes (densidade: 37,4 hab./km²).